# 莱岑 (石勒苏益格-荷尔斯泰因州)
莱岑是德国石勒苏益格－荷尔斯泰因州的一个市镇。总面积14.98平方公里，总人口1712人，其中男性842人，女性870人（2011年12月31日），人口密度114人/平方公里。